# The Village (centre commercial)
The Village est un village de marques français ouvert depuis le 18 mai 2018, dans le département de l'Isère. Sa date prévisionnelle d'ouverture, initialement prévue le 4 avril 2018,, puis le 4 mai 2018 a été différée au 18 mai 2018. Son inauguration a eu lieu le 17 mai 2018 en présence de 7 000 invités.

## Localisation et accessibilité
Situé aux portes de Lyon, à 20 kilomètres au sud-est de Lyon, à la périphérie des communes de Villefontaine et La Verpillière, le village de marques fait face au parc technologique de Vaulx-Milieu-Villefontaine. Il est implanté sur le site d'une ancienne carrière. L'emprise totale au sol est 31 000 m2, pour une surface commerciale utile de 21 000 m2.
Le lieu est desservi par la sortie 6 de l'autoroute A43, ainsi que, localement, par la route départementale 1006 et l'avenue Steve-Biko. La communauté d'agglomération a mis en place un parc relais avenue Steve-Biko, afin de favoriser le covoiturage.

## Équipements
70 à 80 boutiques, sont présentes à l'ouverture avec un objectif de 125 à terme. En plus des surfaces commerciales, 7 restaurants sont prévus.
Le site est équipé de 1800 places de parking, dont 80% en parking couvert. Le lieu est agrémenté d'un plan d'eau de 2 900 m2 avec jets et jeux de lumière. Le coût total est estimé à 120 millions d'euros. Au 19 mai 2019, le centre commercial comportait 102 enseignes.

## Histoire
Le projet est porté par l'ancien maire de Villefontaine, Raymond Feyssaguet depuis 2003,. L'achat du terrain par la compagnie de Phalsbourg de Philippe Journo, qui est le promoteur, a lieu durant le 21 janvier 2016. La pose de la première pierre intervient le 15 septembre 2016 et le centre commercial est ouvert le 18 mai 2018. Entre le 18 mai 2018 et le 18 mai 2019, le centre commercial a eu une affluence de plus de 4 millions de visiteurs.